# El muñeco de nieve (cuento)
El muñeco de nieve o El hombre de nieve (Sneemanden) es un cuento de Hans Christian Andersen sobre un muñeco de nieve que se siente solo en Navidad. Fue publicado por C. A. Reitzel en Copenhague con el título de Sneemanden el 2 de marzo de 1861.
El cuento El muñeco de nieve es el n.º 103 de la colección de Andersen. 
Se ha argumentado que este conmovedor y lírico cuento revelaría, junto al  El abeto de diciembre de 1844, la visión trágica que el autor tenía sobre su propia vida. Se cree que el hombre de nieve fue inspirado por la tristeza y el desazón que le produjo la separación de Harald Scharff, un joven bailarín del Teatro Real de Copenhague. Los dos hombres mantuvieron una relación al principio de los años 1860 que produjo en el escritor «una cierta realización sexual y su eventual final le llevó a la soledad». Habiendo sido la única relación homosexual de la vida de Andersen que le hizo feliz.

## Argumento
Unos niños hacen un muñeco de nieve en la calle junto a una casa. El muñeco como todos los recién nacidos desconoce las cosas que le rodean y se las explica el mastín que vive en la caseta cercana. El perro también le cuenta cómo cuando era un cachorro no le tenían encadenado en el frío exterior sino en el cálido interior junto a la estufa.
En cuanto el hombre de nieve ve la estufa a través de la ventana de la casa queda fascinado con ella, por su color negro, su figura y como sale fuego de su interior cuando la abren, y no puede dejar de mirarla extasiado. 
Cuando llega el calor primaveral el muñeco de nieve se derrite y el perro ve explicada la pasión del hombre de nieve, cuando lo único que queda de él es el objeto que los niños habían metido en su interior como soporte, el atizador de la estufa.

## Contexto
Varios historiadores han señalado que Andersen se sentía atraído tanto por los hombres como por las mujeres en su edad adulta. Su biógrafo Jackie Wullschlager afirma que «los diarios de Andesen no dejan lugar a ninguna duda sobre que se sentía atraído por ambos sexos, unas veces deseaba una relación física con una mujer y otras veces mantenía relaciones físicas con hombres.» Otro biógrafo de Andersen, Alison Prince, commenta: «... es obvio que Andersen sobrelleva su vida con un doloroso sentido de grandeza y de ser diferente de los demás. Esto es parcialmente debido a su homosexualidad reprimida que le mantuvo apartado en soledad y le forzó a refugiarse en la imagen más convencional y segura de poeta hipersensible y talentoso...» Ambos creen que El muñeco de nieve tiene su origen e inspiración en la relación de Andersen con Harald Scharff un joven bailarín de ballet del Teatro Real de Copenhague.

### Andersen y Harald Scharff

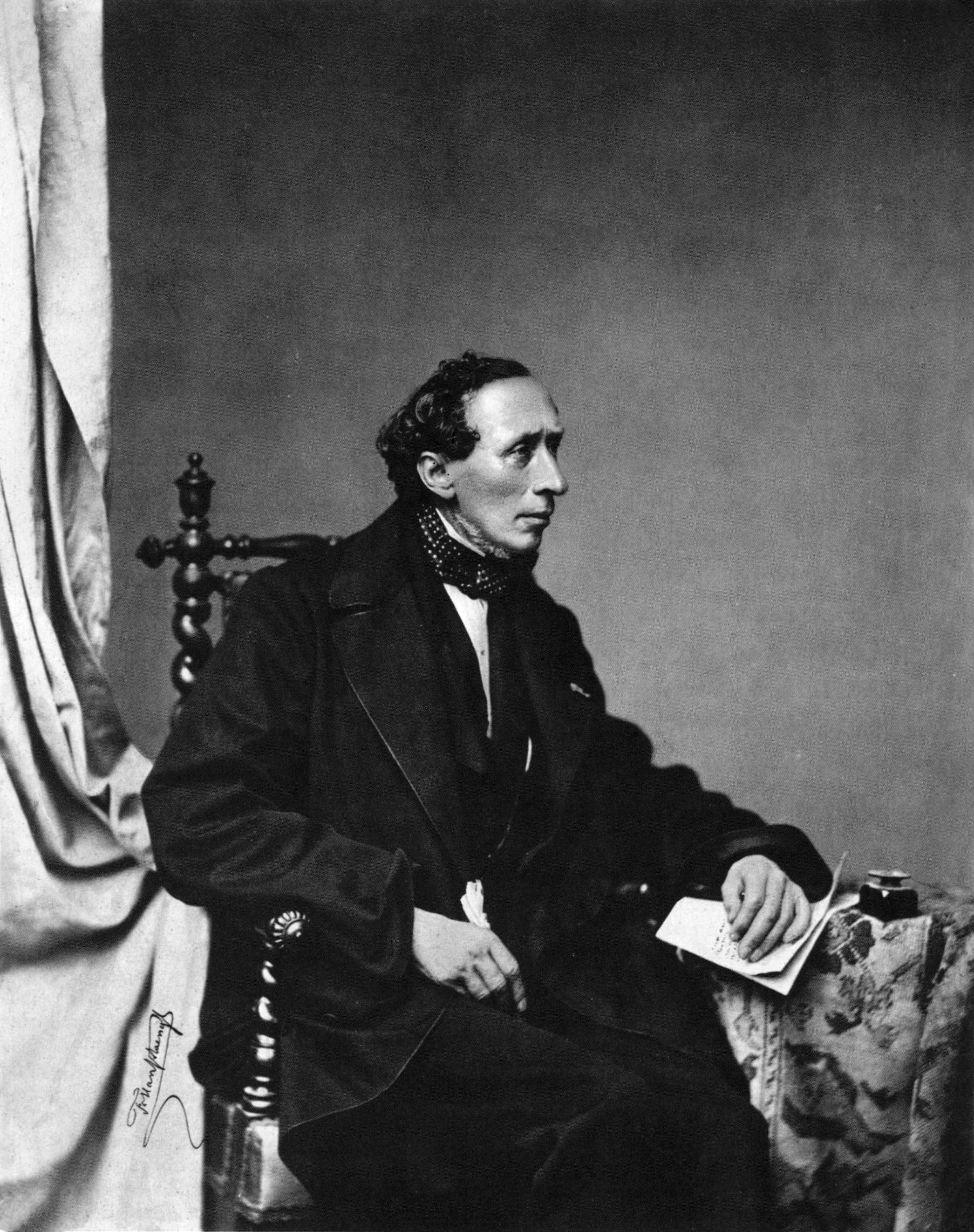
Retrato de Hans Cristian Andersen de julio de 1860.

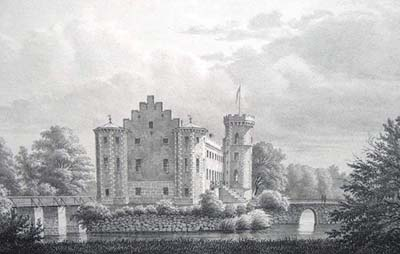
La mansión Basnæs de la hacienda donde Andersen escribió el cuento.

Andersen conoció a Harald Scharff, un joven y hermoso bailarín danés de la compañía del teatro Real de Copenhague, en 1857 en París. Andersen hacía escala en París camino de Dinamarca procedente de Inglaterra, de una visita a Charles Dickens, y Scharff estaba de vacaciones con su compañero de casa, el actor Lauritz Eckardt. Entonces Andersen y Scharff visitaron juntos Notre Dame. Pasarían tres años hasta que Andersen volviera a encontrarse de nuevo a la pareja por casualidad en Baviera en julio de 1860. Los tres hombres disfrutaron de una semana juntos en Múnich y su entorno. Es probable que en ese periodo Andersen se enamorara de Scharff. Según su diario Andersern «no se sintió del todo bien» cuando los dos jóvenes dejaron Múnich el 9 de julio de 1860 para ir a Salzburgo.
Tras la partida de Scharff y Eckardt para Salzburg, Andersen viaja a Suiza pero allí se siente abatido y deprimido. En noviembre regresa a Copenhague y se va a pasar las navidades a Basnæs, la finca de un aristócrata amigo suyo en la costa de Selandia. Las fiestas navideñas le levantaron el ánimo y escribió El hombre de nieve en la Nochevieja de 1860. Se publicó con otros cuentos nuevos de Andersen dos meses después, el 2 de marzo de 1861 en el volumen Nuevos cuentos de hadas e historias. Segunda serie. Colección primera. 1861. del editor de Copenhague C. A. Reitzel.

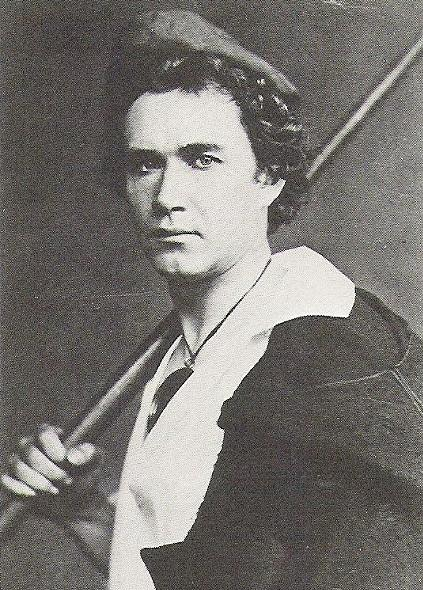
Harald Scharff disfrazado para una representación del ballet Nápoles, 1860.

La amistad de Andersen y Scharff continuó y a comienzos de 1862 empezaron una relación que a Andersen le produjo «alegría, cierta realización sexual y su eventual final le llevó a la soledad.» Andersen se refiere a este periodo de su vida como el «periodo erótico», en una anotación de su diario de marzo de 1862.  No se mostró discreto en sus conductas públicas junto a Scharff y mostró abiertamente sus sentimientos incluso en demasía. Algunos testigos calificaron la relación de «impropia y ridícula.»
 

La relación entre ambos terminó a finales de 1863 cuando Scharff fue dejándola gradualmente a medida que se intensificaba su relación con Eckardt.  Andersen anotó en su diario el 27 de agosto en 1863 que la pasión de Scharff hacia él se había enfriado. Y el 13 de noviembre de 1863 anotó: «Scharff no me ha visitado en ocho días, todo ha acabado con él.» Andersen tomó el final de la relación con calma y los dos antiguos amantes siguieron coincidiendo posteriormente en su círculo social sin reproches. Andersen trató varias veces sin éxito retomar la relación íntima con Scharff. 

## Comentarios
Andersen mantenía algunas veces las ideas de las historias en su mente durante años para mezclarlas con otras sacadas de acontecimientos de su vida o encontrarse de humor para plasmarlas. Los cuentos como ‘’El hombre de nieve’’ eran una obsesión para él. Se ha dicho que este conmovedor y lírico cuento sería una expresión satírica de su propia vida, una muestra de sus experiencias que le hacen describir el amor como un sentimiento doloroso y no correspondido, causa de que terminara su vida solo y sin pareja. Este muñeco de nieve de corazón ardiente tendría su complemento en otro cuento trágico de Andersen, "El abeto", sobre un árbol que al final de sus días piensa que ha malgastado su vida esperando la efímera gloria. Así ambos mostrarían el sentido pesimista que tiene Andersen de su vida. Con el muñeco de nieve Andersen retomaría «su modo tragicómico inicial de esbozar su fugaz autobiografía con un objeto que su ojo parece haber captado de forma casual cuya historia vital tiene una extraña coincidencia con su propia existencia.»
Andersen se refiere al Muñeco de nieve como un simple cuento, pero la historia puede interpretarse como una metáfora de su vida. El muñeco de nieve permanece inmóvil y helado preguntándose por su destino y el mundo que le rodea y la existencia. En eso se asemeja al protagonista de Hamlet, ambos son manejados por fuerzas ocultas, por la realidad que está tras la superficie. Los historiadores Jackie Wullschlager y Alsion Prince creen que los cuentos de Andersen son una expresión de su homosexualidad, y Graham Robb, el autor de Strangers: Homosexual Love in the 19th Century (Extraños: amor homosexual en el siglo XIX) lo califica en esta obra como el «Esopo de la homosexualidad del siglo diecinueve», y califica a varios de sus héroes como víctimas de una preferencia sexual impopular. "El muñeco de nieve" es un cuento sobre un amor hacia un objeto equivocado e imposible. La estufa representaría al bailarín del que Andersen acaba de enamorarse, que sería su forma de representar una relación «incorrecta». Andersen se pasó la vida buscando la aprobación de las mujeres y solamente experimentó el amor sin ser correspondido. 
La biógrafa de Andersen, Alison Prince, cree que el cuento es una parábola los diferentes tipos de amor. Cuando el muñeco pregunta al perro por qué el chico y la chica pasean por el jardín cogidos de la mano, el perro le responde que están prometidos y que pronto se mudarán a la misma caseta y compartirán sus huesos. Pero el muñeco de nieve tiene una idea diferente del amor, al enamorarse de la estufa. Prince considera que la imagen del atizador que se estaba dentro del hombre de nieve y que aparece entre sus restos es «una imagen homoerótica de tal potencia que no dar con ella parece inconcebible.»